# Ban (Familienname)
Ban  ist ein chinesischer Familienname. Die Transkription steht u. a. für folgende chinesischen Schriftzeichen:
- 班

## Bekannte Namensträger
- Ban Zhao 班昭,  Pan Chao (um 45 bis 116); chinesische Hofdame und Historikerin
- Ban Chao 班超,  Bān Chāo,  Pan Ch'ao (32 bis 102), Großjährigkeitsname von Zhong Sheng; chinesischer Feldherr zur Zeit der Han-Dynastie.